# سیارک ۱۵۸۰
سیارک ۱۵۸۰ (به انگلیسی: 1580 Betulia، نامگذاری:1950KA) هزار و پانصد و هشتادمین سیارک کشف شده‌است که در ۲۲ مه ۱۹۵۰ کشف شد.
قدر مطلق سیارک برابر ۱۴٫۵۲ است.